# Helsingborgs fotografiska magasin AB

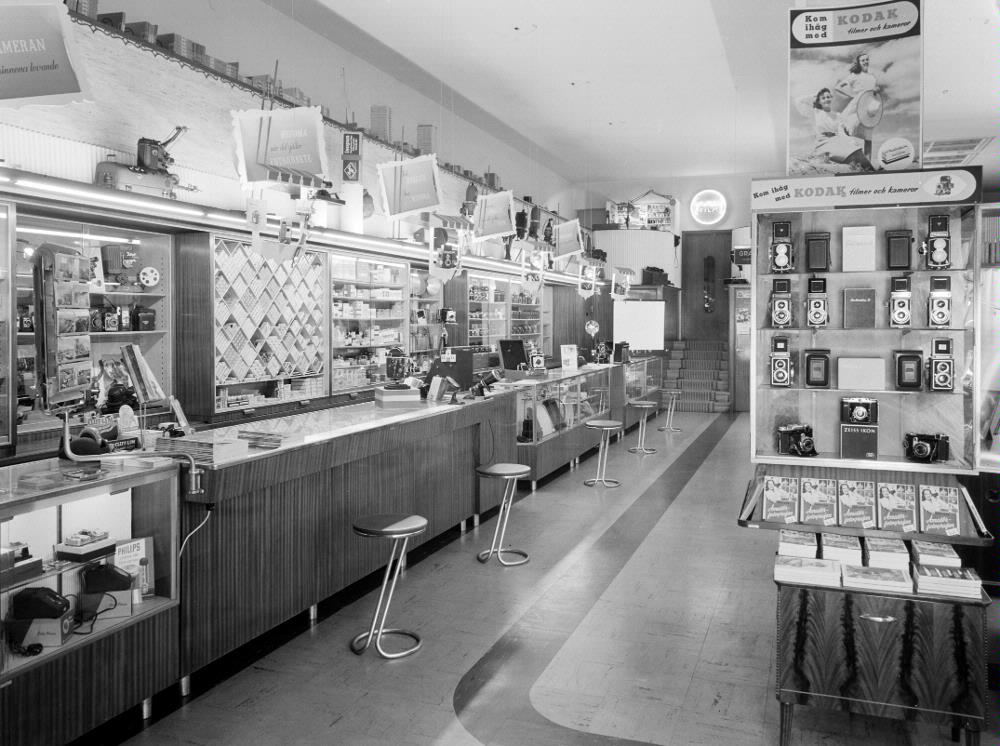
Hefomas interiör 1952.

Helsingborgs fotografiska magasin AB, Hefoma, var ett företag som sålde fotografisk utrustning och radioapparater. Företaget uppmärksammas ibland internationellt för god kvalitet.
Hefoma grundades av Gustav Ohnell, som var född 1870 i Onslunda och senare utbildade sig till tecknare och fotograf. Runt sekelskiftet 1900 etablerade han sig i Helsingborg.
Företagsnamnet Helsingborgs Fotografiska Magasin dyker upp första gången 1903. Det ombildades till aktiebolag 1941.
Under 1960- och 1970-talen hade Hefoma Skånes största sortiment av grammofonskivor. Man sålde också radio- och TV-apparater, pianon och flyglar. 1971 köptes man upp av Expert-kedjan. Hos Skånes Näringslivsarkiv i Helsingborg förvaras drygt två hyllmeter arkivhandlingar från Hefoma, bl.a. direktionsprotokoll, räkenskapshandlingar, korrespondens, lönelistor och reklambroschyrer.

## Bildgalleri

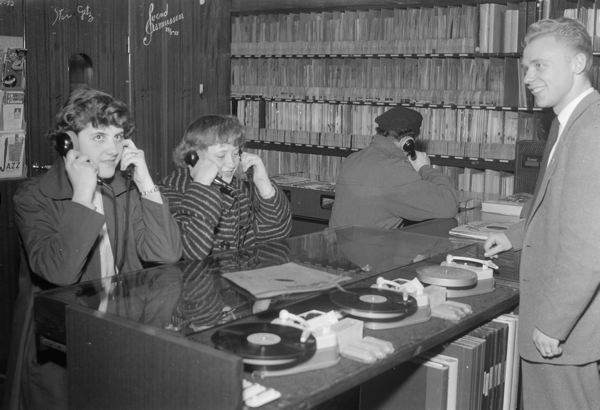
Hefomas skivbar.
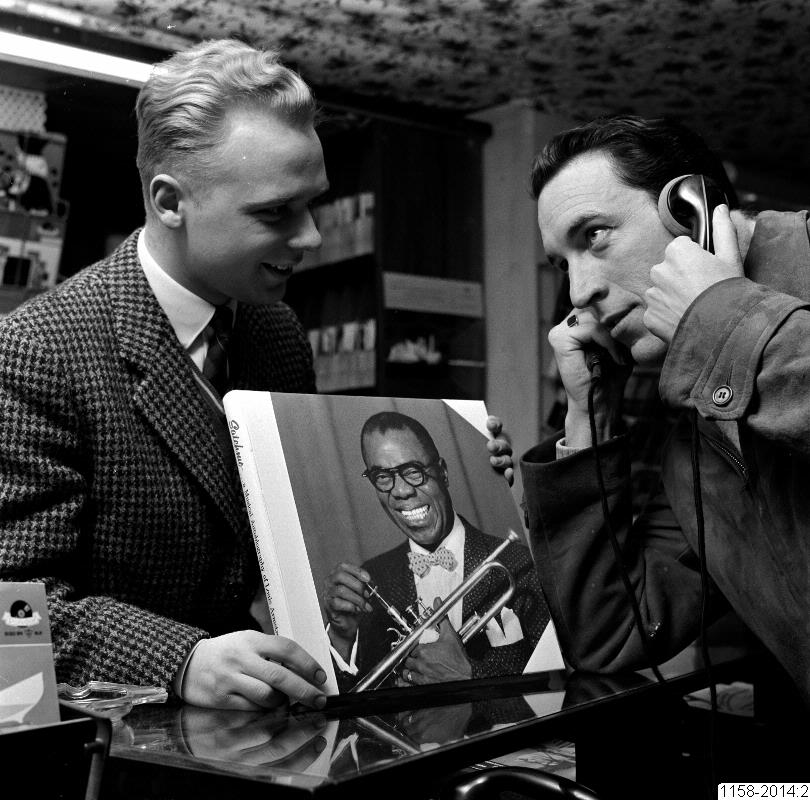
Hefomas skivbar.
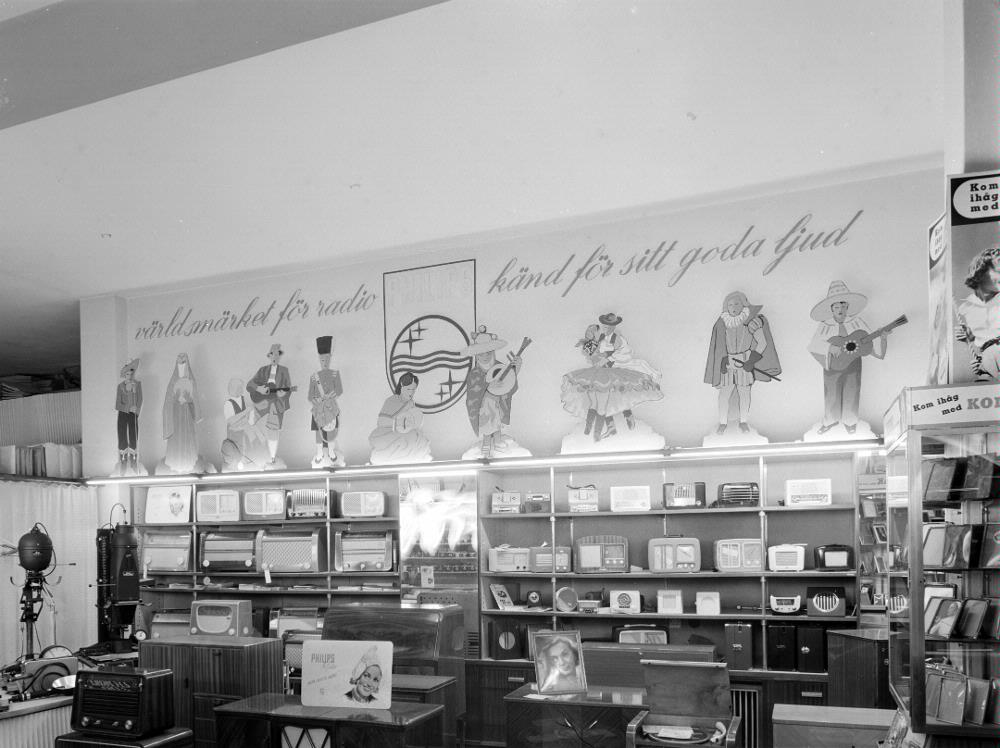
Radioapparater.